# Trilateration

Planet, z=0, visar 3 sfärcenter, P1, P2, P3; deras x,y koordinater; och de 3 sfär radierna, r1, r2, r3. Två skärningspunkter av de tre sfärytorna är direkt framför och direkt bakom den punkt bestämd i intersektionerna i z=0 planet.

Trilateration eller med geodetiskt språkbruk inbindning beskriver en metod för att bestämma skärningspunkten från tre sfäriska ytor givet centrum och radie hos de tre sfärerna.
Mer generellt innebär trilateration metoder för bestämning av absoluta eller relativa positioner av punkter genom mätning av avstånd, genom att använda geometri hos sfärer eller trianglar. I kontrast till triangulering involverar det inte mätning av vinklar.
Trilateration används huvudsakligen inom lantmäteri och navigation, inklusive globala satellitnavigationssystem (GNSS) som till exempel Galileo och GPS.